# Ambassis jacksoniensis
Ambassis jacksoniensis és una espècie de peix pertanyent a la família dels ambàssids.

## Descripció
- Fa 7 cm de llargària màxima.
- 8 espines i 9-11 radis tous a l'aleta dorsal.
- 3 espines i 8-9 radis tous a l'aleta anal.
- Nombre de vèrtebres: 24.[3][4]

## Hàbitat
És un peix d'aigua dolça, salabrosa i marina; demersal i de clima subtropical (27°S-36°S, 146°E-155°E) que viu entre 0-6 m de fondària.

## Distribució geogràfica
Es troba al Pacífic sud-occidental: és un endemisme d'Austràlia.

## Observacions
És inofensiu per als humans.